# Доценко, Фёдор Петрович

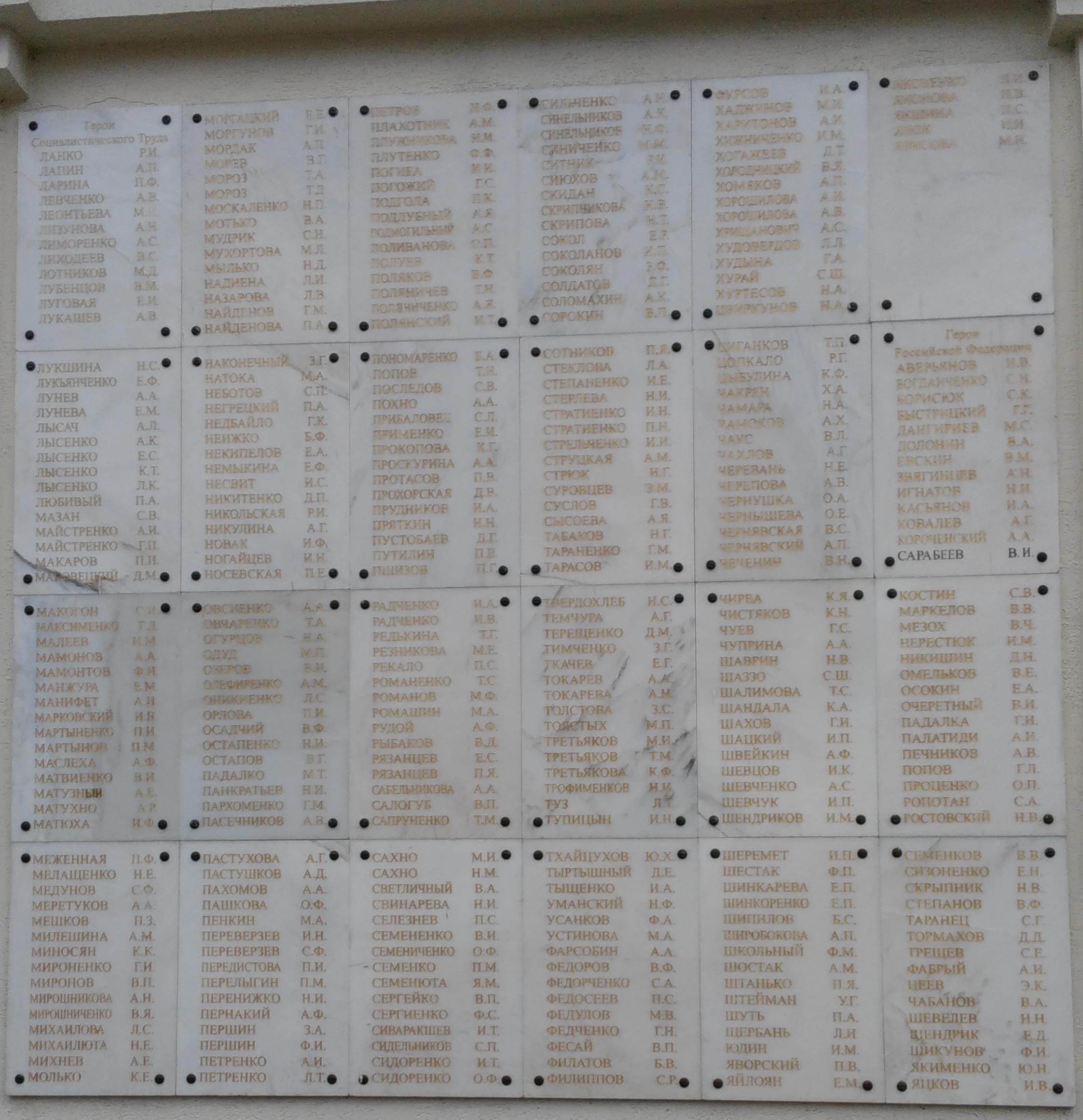
Мемориальная доска с именами Героев Социалистического Труда Кубани и Адыгеи. Краснодар 2017

Фёдор Петрович Доценко (24 апреля 1905 — 26 июня 1975) — советский работник сельского хозяйства; виноградарь; главный винодел винсовхоза имени Ленина производственно-совхозного объединения «Абрау-Дюрсо» Министерства пищевой промышленности РСФСР, Краснодарский край. Участник Великой Отечественной войны. Герой Социалистического Труда (1950).

## Биография

### Начальная биография
Родился 14 февраля 1911 года на хуторе Ловлин, ныне - станица Ловленская Тбилисского района Краснодарского края. Русский.
В начале 1940-х годов окончил Краснодарский институт виноделия и виноградарства (КИВИВ).

### В годы войны
В начальный период Великой Отечественной войны, эвакуирован вместе с институтом в Узбекистан, по специальности инженер-винодел. В июне 1943 года был призван в Красную армию Джамбулским РВК Казахской ССР.  
Участник Великой Отечественной войны с марта 1945 года. Младший лейтенант медицинской службы Ф. П. Доценко боевой путь прошёл военфельдшером 2-го дивизиона 1242-й гаубично-артиллерийского полка 179 гаубично-артиллерийской бригады (25-я артиллерийская Берлинская ордена Богдана Хмельницкого дивизия прорыва 1-й Украинский фронт). Участвовал в захвате городов Ратибор, Форст, Котбус и штурме Берлина. За мужество, проявленное при штурме Берлина, был награждён орденом Красной Звезды.

### После войны
После демобилизации Фёдор Петрович вернулся на Кубань и с 1946 года работал виноделом виноградарского совхоза имени Молотова Анапского района Краснодарского края. 
С 1947 года он работал главным виноделом Витязевского винодельческого завода, с 1950 года – главным виноделом винзавода совхоза «Джемете», с 1952 года – главным виноделом совхоза имени Молотова, (с 1957 года – имени Ленина) Анапского района, входящие в производственно-совхозное объединение «Абрау-Дюрсо». Каждый винзавод, на котором трудился Ф. П. Доценко являлось предприятием качественного виноделия, производившем первоклассные виноматериалы для шампанского и натуральные сухие вина: Рислинг, Каберне, столовое Анапа и другие сухие, специальные крепкие, десертные и марочные вина по оригинальным технологиям, разработанным специалистами винзавода. "Абрау-Дюрсо" - ведущий советский производитель классически выдержанного шампанского - уникального продукта на рынке Советского Союза, технология в производственных масштабах применяется до настоящего времени только на этом заводе и не имеет аналогов в России. Прекрасные свойства этих вин обусловлены как уникальной плантацией винограда, так и традициями, высочайшим профессионализмом и опытом работающих в хозяйстве специалистов.
Указом Президиума Верховного Совета СССР от 21 июля 1966 года за особые заслуги в выполнении заданий семилетнего плана и достижение высоких технико-экономических показателей по производству пищевых продуктов Доценко Фёдору Петровичу присвоено звание Героя Социалистического Труда с вручением ордена Ленина и золотой медали «Серп и Молот».
С 1967 года Ф. П. Доценко – главный винодел Анапского винзавода. Современные виноделы ЗАО "Абрау-Дюрсо" продолжают славные традиции своих коллег советского периода, его вина завоевали 148 международных медалей, в том числе: 69 золотых, 73 серебряных, 6 бронзовых и трижды становились победителем в международных конкурсах и на соревнованиях (3 Гран-При). Последнее время проживал в городе-курорте Анапе. Скончался 19 июня 1988 года. Похоронен на новом городском кладбище Анапы.

## Награды
- Медаль «Серп и Молот» (21.07.1966);
- Орден Отечественной войны 2-й степени (11.03.1985)

- Орден Красной Звезды (24.11.1945)[6]
- Медаль «В ознаменование 100-летия со дня рождения Владимира Ильича Ленина» (6 апреля 1970)
- Медаль «За победу над Германией в Великой Отечественной войне 1941—1945 гг.» (9 мая 1945[7])
- Юбилейная медаль «Двадцать лет Победы в Великой Отечественной войне 1941—1945 гг.» (7 мая 1965[8])
- Юбилейная медаль «Тридцать лет Победы в Великой Отечественной войне 1941—1945 гг.»[9]
- Медаль «За взятие Берлина»
- Медаль «Ветеран труда»
- Юбилейная медаль «40 лет Вооружённых Сил СССР»[10]
- Юбилейная медаль «50 лет Вооружённых Сил СССР» (26 декабря 1967[11])
- Знак МО СССР «25 лет Победы в Великой Отечественной войне» (24 апреля 1970[1])
- Награждён нагрудным знаком «Лучший садовод и виноградарь».
- и другие.

## Память
- Имя Героя золотыми буквами вписано на мемориальной доске в Краснодаре.
- Занесён в Книгу Почёта района и на аллею Трудовой Славы Анапского района.